# Cecilia Ștefănescu
Cecilia Ştefănescu (Bucarest, 6 de julio de 1975) es una escritora y periodista rumana.

## Biografía
Cecilia Ştefănescu se graduó en la Escuela Superior Gheorghe Lazăr de Bucarest en 1993 y se licenció en la Facultad de Letras de la Universidad de Bucarest en 1997. Posee, además, un máster en Teoría Literaria y Literatura Comparada.

## Obra
Comenzó su actividad literaria en el grupo Litere y debutó en 1998 participando en la obra colectiva Ferestre '98.
En 2002 publicó la novela Relaciones enfermizas (Legături bolnăvicioase), llevada al cine en 2006 por el director Tudor Giurgiu. Esta novela fue traducida al español y publicada en 2018 por Dos Bigotes. De ella se ha dicho que Cecilia Stefanescu demuestran sobradamente que hay vida en la literatura rumana más allá de Drácula y Solenoide.
En 2008 publicó su segunda novela, Intrarea Soarelui. Está presente en las obras colectivas Tescani 40238 (2000), Prima mea dezamăgire în dragoste (2009) y Prima dată (2013).
Colabora con las revistas Dilema, Vineri, Exces, Design Buletin, Madame Figaro así como con los periódicos Cotidianul, Curentul, Independent. En 2016 escribió y dirigió el cortometraje Ferdinand 13, que obtuvo una mención especial en el Festival Internacional de Cine de Zagreb.